# Lehmannia lignosa
Lehmannia lignosa là loài thực vật có hoa trong họ Cà. Loài này được (Willd. ex Schltdl.) Spreng. mô tả khoa học đầu tiên năm 1824.